# Tricky
Tricky, pseudonimo di Adrian Nicholas Matthews Thaws (Bristol, 27 gennaio 1968), è un musicista britannico, noto per il suo canto in stile sprechgesang sussurrato e per il suo sound cupo e stratificato. La musica da lui prodotta è una fusione di differenti culture tra cui rock, pop e hip hop.

## Biografia
Nasce a Knowle West, un piccolo distretto della contea di Bristol in Inghilterra, da padre giamaicano e madre guyanese. Il padre lasciò la famiglia prima della sua nascita e la madre, Maxine Quaye, si suicidò quando lui aveva solo quattro anni.
Trascorse la sua infanzia vivendo con la nonna, che spesso lo lasciava rimanere a casa da scuola a guardare vecchi film horror.
A quindici anni iniziò a scrivere testi, anche se senza l'ambiguità e la complessità presenti nei suoi album. All'età di diciassette anni venne arrestato per aver acquistato denaro contraffatto da un amico, che successivamente informò la polizia.

### L'inizio della carriera
A diciotto anni diventò membro dei Fresh 4, un gruppo rap nato come filiazione del sound system The Wild Bunch, collettivo di DJ originario di Bristol; fu così che ebbe l'occasione di iniziare a lavorare con loro.
Nel 1987 il The Wild Bunch si sciolse, e da tre dei componenti nacquero gli attuali Massive Attack, dai quali Adrian si divise subito poiché non soddisfatto del poco spazio a lui concesso nell'ambito del progetto. Acquisì allora lo pseudonimo "Tricky Kid" ed iniziò a lavorare da solista.
Tricky ha anche partecipato come voce in alcuni brani del primo album dei Massive Attack, Blue Lines (1991).
Prima della pubblicazione dell'album d'esordio dei Massive Attack, Tricky conobbe Martina Topley-Bird, con la quale registrò una canzone chiamata Aftermath. Egli presentò il brano ai Massive Attack, ma non essendo interessati, decise nel 1993 di inciderlo su vinile in qualche centinaio di copie. Da qui iniziò ad apportare modifiche ai suoi brani, rendendoli un insieme di «soli bassi e fruscii». Infine firmò un contratto con la Island Records per un white label, iniziando così la sua carriera, che lo porterà subito ad un successo inaspettato.

### Il successo
Tricky lasciò che fossero i Massive Attack a produrre il suo album di debutto, Maxinquaye. L'album, dedicato alla madre suicida, fu un enorme successo facendo ottenere a Tricky una certa fama internazionale. La cosa lo mise inizialmente a disagio in quanto il successo del suo album permise i media di etichettare la comunità nera del Regno Unito col genere trip hop.
Egli però riuscì a dar vita ad un nuovo tipo di musica, integrando diversi generi nel suo sound, ma più di tutto creandosi un proprio stile mai riscontrato con precedenti artisti.
Nel periodo della produzione del suo primo disco, Tricky non riuscì a completare i testi che aveva promesso di scrivere per l'album Protection dei Massive Attack, perciò decise di dare loro alcuni dei testi che aveva scritto per Maxinquaye. Infatti diverse versioni delle stesse canzoni appaiono su entrambi gli album (Overcome e Hell is 'Round the Corner su Maxinquaye, e Karmacoma e Eurochild su Protection).
Quando ai Massive Attack vennero chieste spiegazioni durante un'intervista radio su CFNY (radio di Toronto), risposero scherzosamente che era a causa della loro pigrizia.
Nel 1996 Tricky pubblicò il suo secondo album, Nearly God; alla produzione del disco parteciparono Neneh Cherry e Björk come voci in alcuni dei suoi pezzi. Il brano di apertura è una cover di Tattoo degli Siouxsie & the Banshees, brano che ha precedentemente aiutato Tricky a forgiare il suo stile personale.

### Il resto della carriera
Negli anni successivi Tricky ha pubblicato numerosi album, una raccolta ed una remix compilation per la serie di album Back to Mine, che hanno contribuito a renderlo uno dei più importanti produttori di musica trip hop a livello internazionale.
Partecipa come attore nel 1997 in Il quinto elemento di Luc Besson, e nel 2017 in Ghost in the Shell di Rupert Sanders. Ha inoltre realizzato brani per le colonne sonore del film La regina dei dannati nel 2002 (Excess) e per alcune note serie televisive come CSI: Scena del crimine, The O.C., The L Word e Girlfriends.

## Discografia

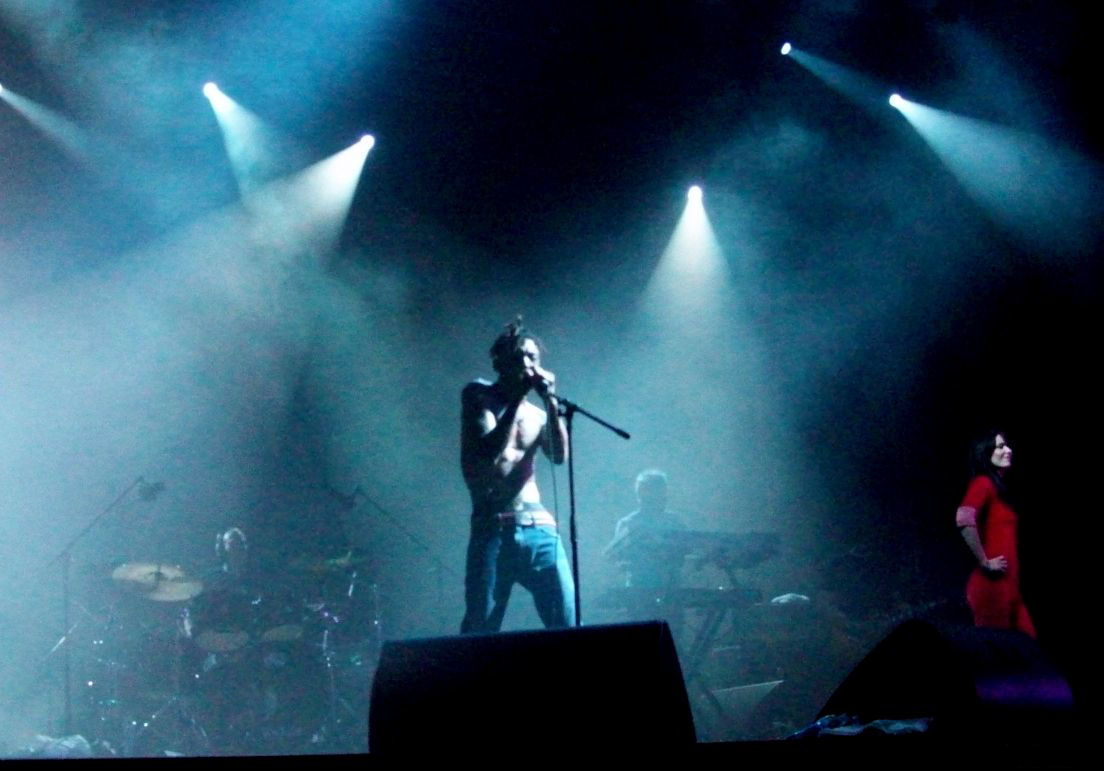
Tricky al Traffic Festival di Torino nel 2008

### Album in studio
- 1995 - Maxinquaye (Island)
- 1996 - Nearly God (Island)
- 1996 - Pre-Millennium Tension (Island/PolyGram)
- 1998 - Angels with Dirty Faces (Island)
- 1999 - Juxtapose (Island)
- 2001 - Blowback (ANTI-)
- 2003 - Vulnerable (Epitaph)
- 2008 - Knowle West Boy (Domino)
- 2010 - Mixed Race (Domino)
- 2013 - False Idols (False Idols/K7)
- 2014 - Adrian Thaws (False Idols/K7)
- 2016 - Skilled Mechanics (False Idols)
- 2017 - Ununiform (False Idols)
- 2020 - Fall to Pieces (False Idols)
- 2021 - Lonely Guest (as Lonely Guest)

### Raccolte
- 2002 - A Ruff Guide (Island)

### Remix
- 2003 -  Back to Mine: Tricky

### EP
- 1995 - The Hell E.P. (con i Gravediggaz)

### Singoli
| Anno | Brano                       | Album                   |
| ---- | --------------------------- | ----------------------- |
| 1994 | Ponderosa                   | Maxinquaye              |
| 1995 | Aftermath                   | Maxinquaye              |
| 1995 | Overcome                    | Maxinquaye              |
| 1995 | Black Steel                 | Maxinquaye              |
| 1995 | Hell is Around the Corner   | Maxinquaye              |
| 1995 | Pumpkin                     | Maxinquaye              |
| 1996 | Poems                       | Nearly God              |
| 1996 | Grassroots EP               | -                       |
| 1996 | Christiansands              | Pre-Millennium Tension  |
| 1997 | Tricky Kid                  | Pre-Millennium Tension  |
| 1997 | Makes Me Wanna Die          | Pre-Millennium Tension  |
| 1998 | Money Greedy / Broken Homes | Angels with Dirty Faces |
| 1999 | For Real                    | Juxtapose               |
| 2000 | Mission Accomplished EP     | -                       |
| 2001 | Evolution Revolution Love   | Blowback                |
| 2002 | You Don't Wanna             | Blowback                |
| 2004 | Anti Matter                 | Vulnerable              |
| 2004 | How High                    | Vulnerable              |
| 2008 | Council Estate              | Knowle West Boy         |
| 2010 | Murder Weapon               | Mixed Race              |

## Collaboratori
- Damon Albarn
- Ambersunshower
- Björk
- Bernard Butler
- Pete Briquette
- Rob Cavallo
- Greg Cohen
- Cath Coffey
- Lisa Coleman
- Elvis Costello
- Neneh Cherry
- DMX
- Carmen Ejogo
- Flo
- Nelly Furtado
- Garbage
- Bobby Gillespie
- Alison Goldfrapp
- Gravediggaz

- Terry Hall
- PJ Harvey
- Chesney Hawkes
- Tool
- Scott Ian
- Inner Circle
- Keisha White
- Afrika Islam
- Grace Jones
- Josh Klinghoffer
- Ed Kowalczyk
- Cyndi Lauper
- Mad Dog
- Massive Attack
- Wendy Melvoin
- Alanis Morissette
- Mos Def
- Alison Moyet

- DJ Muggs
- Paul Oakenfold
- Tim Pierce
- Red Hot Chili Peppers
- Marc Ribot
- Mark Saunders
- Jane Scarpantoni
- Émilie Simon
- INXS
- Sunshine
- Terranova
- Mark Thwaite
- Martina Topley-Bird
- Zeb
- Veronika Coassolo
- Francesca Belmonte